# 8474 Rettig
8474 Rettig este un asteroid din centura principală de asteroizi.

## Descriere
8474 Rettig este un asteroid din centura principală de asteroizi. A fost descoperit pe 15 aprilie 1985 la Stația Anderson Mesa de Edward L. G. Bowell. El prezintă o orbită caracterizată de o semiaxă mare de 2,22 ua, o excentricitate de 0,17 și o înclinație de 5,9° în raport cu ecliptica.